# Baptiste Pierre Bisson

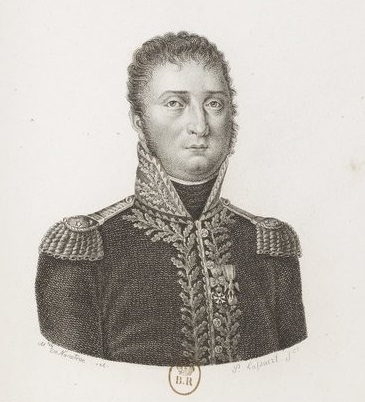
Baptiste Pierre Bisson

Baptiste Pierre Bisson (auch Pierre Francois Joseph Gaspard Bisson, * 16. Februar 1767 in Montpellier; † 26. Juli 1811 bei Mantua) war ein französischer Divisionsgeneral während des Ersten Kaiserreichs. Nach ihm wurde die Bisson-Klasse benannt, eine Klasse von sechs Zerstörern der französischen Marine.

## Leben
Baptiste Pierre Bisson wurde am 15. Juli 1789 zum Sergeant und ab 1. September 1791 zum Kapitän ernannt. Er diente im Ersten Koalitionskrieg in den Reihen der Sambre-, Nord- und Ardennen-Armee. Am 23. Mai 1794 wurde er mit 60 Grenadieren und 50 Dragonern von 6.000 feindlichen Truppen in Chatelet eingeschlossen und zeichnete sich bei der Verteidigung derart aus, das er am 19. Juni 1794 zum Bataillonskommandeur befördert wurde. Zur Sambre-Maas-Armee versetzt, musste er nicht lange auf die nächste Beförderung warten, bereits am 19. September 1794 wurde er zum Kommandeur der 26. Halbbrigade ernannt. Ab 23. Mai 1796 befehligte er dann die 43. Halbbrigade der Division von General Bernadotte an der Rheinfront.
An der Spitze seiner Halbbrigade zeichnete er sich in der Schlacht von Marengo aus, wofür er vom Ersten Konsul in den Rang eines Brigadegenerals befördert wurde. Am 26. Dezember 1800 zeichnete er sich beim Überqueren des Mincio aus und besetzte am selben Tag nach einer blutigen Schlacht die Festung Monzambano. Am 1. Februar 1805 wurde Bisson zum Divisionsgeneral ernannt.
Zu Beginn des Dritten Koalitionskrieges führte er eine Infanteriedivision im III. Korps des Marschall Davout. Das Kommando über die Division ging aber bald an General Caffarelli über, der sie in der Schlacht von Austerlitz anführte, nachdem Bisson während der Verfolgung bei der Passage der Traun schwer verwundet worden war. 1807 machte er unter Marschall Ney die Kampagne in Ostpreußen und Polen mit und nahm an der Schlacht von Friedland teil. Beim Kampf um Guttstadt (am 5. und 6. Juni 1807) waren ihm das 25. leichte Infanterieregiment und das 27., 50. und 59. Linien-Infanterieregiment unterstellt.
Am 10. März 1810 wurde er zum Baron des Reiches ernannt, der Kaiser gewährte ihm eine Stiftung von 30.000 Franc und mehrere Herrschaften im Territorium des Rheinbundes. Er starb 1811 im Palast von Bosco della Fontana in der Nähe von Marmirolo bei Mantua. Seine Überreste wurden in die Heimat überführt und ruhen auf dem Friedhof von Cuiseaux, einem Ort in Saône-et-Loire.